# Bradley Whitford

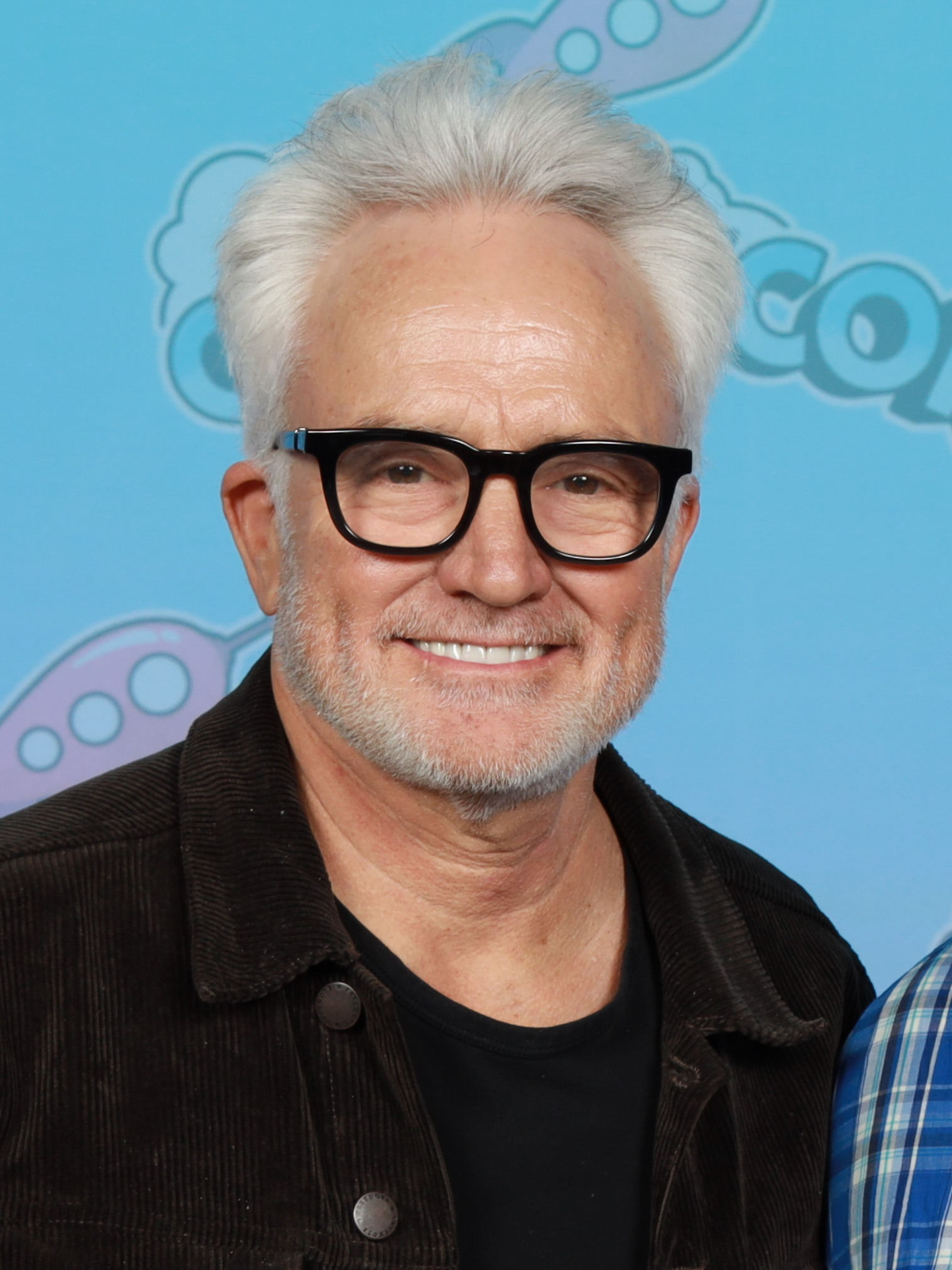
Bradley Whitford (2025)

Bradley Whitford (* 10. Oktober 1959 in Madison, Wisconsin) ist ein US-amerikanischer Filmschauspieler und Drehbuchautor. Er spielte von 1999 bis 2006 die Hauptrolle des Josh Lyman in The West Wing – Im Zentrum der Macht.

## Leben
Whitford, aufgewachsen in einem bescheidenen Elternhaus, besuchte nach seinem Abschluss an der Madison East High School im Jahr 1977 die Wesleyan University in Middletown, Connecticut, wo er Theaterwissenschaften sowie Englische Literatur studierte. Nach seinem Abschluss im Jahr 1981 besuchte Whitford die renommierte Juilliard School und erlangte so sein Diplom. Kurz danach im Jahr 1985 gab er sein Filmdebüt in einer Episode der Fernsehserie Der Equalizer. Seitdem war Whitford in vielen Filmen zu sehen, die zum Teil immer noch sehr bekannt sind.
Zwischen 1999 und 2006 stand er als einer der Hauptdarsteller der Politserie The West Wing – Im Zentrum der Macht vor der Kamera und erhielt unter anderem drei Golden-Globe- und drei Emmy-Nominierungen. Einen Emmy gewann Whitford im Jahr 2001. Auch schrieb er für zwei Episoden von The West Wing die Drehbücher.
2015 wurde Whitford mit einem Emmy in der Kategorie Bester Gastdarsteller in einer Comedyserie für sein Mitwirken in der Fernsehserie Transparent ausgezeichnet. Einen weiteren Emmy gewann er 2019 für die Gastrolle des Commander Joseph Lawrence in der Serie The Handmaid’s Tale – Der Report der Magd.
Whitford war von 1992 bis zur Scheidung im Jahr 2010 mit der Filmschauspielerin Jane Kaczmarek verheiratet. Aus der Ehe gingen drei Kinder hervor.
Er schreibt seit 2005 Beiträge für The Huffington Post.

## Filmografie (Auswahl)

### Filme
- 1987: Die Nacht der Abenteuer (Adventures in Babysitting)
- 1987: Die Supertrottel (Revenge of the Nerds II: Nerds in Paradise)
- 1990: Aus Mangel an Beweisen (Presumed Innocent)
- 1992: Der Duft der Frauen (Scent of a Woman)
- 1993: RoboCop 3
- 1993: Perfect World (A Perfect World)
- 1993: Mein Leben für dich (My Life)
- 1993: Philadelphia (Philadelphia)
- 1994: Der Klient (The Client)
- 1995: Billy Madison – Ein Chaot zum Verlieben (Billy Madison)
- 1996: Wilde Nächte – Leidenschaft ohne Tabus (Wildly Available)
- 1997: Red Corner – Labyrinth ohne Ausweg (Red Corner)
- 1997: Masterminds – Das Duell (Masterminds)
- 1997: Geklont – Babys um jeden Preis (Cloned)
- 1999: Der 200 Jahre Mann (Bicentennial Man)
- 2001: Kate & Leopold (Kate & Leopold)
- 2005: Eine für 4 (The Sisterhood of the Traveling Pants)
- 2005: Little Manhattan
- 2007: An American Crime
- 2008: Bottle Shock
- 2011: Have a Little Faith
- 2012: The Cabin in the Woods
- 2013: Decoding Annie Parker
- 2013: Marvel One-Shot: Agent Carter (Kurzfilm)
- 2013: Savannah
- 2013: CBGB
- 2013: Saving Mr. Banks
- 2015: I Saw the Light
- 2016: Other People
- 2016: Der lange Weg (All the Way, Fernsehfilm)
- 2017: Get Out
- 2017: State of Mind – Der Kampf des Dr. Stone (Three Christs)
- 2017: Die Verlegerin (The Post)
- 2017: Unicorn Store
- 2017: Sergeant Rex – Nicht ohne meinen Hund (Megan Leavey)
- 2018: The Darkest Minds – Die Überlebenden (The Darkest Minds)
- 2018: Destroyer
- 2019: Godzilla II: King of the Monsters
- 2019: The Last Full Measure
- 2020: Sergio
- 2020: Ruf der Wildnis (The Call of the Wild)
- 2020: Songbird
- 2021: How It Ends
- 2021: Tick, Tick… Boom!
- 2022: Rosalinde (Rosaline)
- 2023: I’ll Be Right There

### Fernsehserien
- 1994: New York Cops – NYPD Blue (NYPD Blue)
- 1994: Akte X – Die unheimlichen Fälle des FBI (The X Files)
- 1995: Emergency Room – Die Notaufnahme (ER)
- 1996: Ein Hauch von Himmel (Touched by an Angel)
- 2002: Malcolm mittendrin (Malcolm in the Middle, zwei Folgen)
- 2002: Frasier
- 1999–2006: The West Wing – Im Zentrum der Macht (The West Wing)
- 2006–2007: Studio 60 on the Sunset Strip
- 2009: Monk (Folge 7x11)
- 2010: The Good Guys (20 Folgen)
- 2010: The Sarah Silverman Program.
- 2011: In Plain Sight – In der Schusslinie (In Plain Sight, Folge 4x02)
- 2011: Law & Order: LA (Folge 1x16)
- 2011: The Mentalist (zwei Folgen)
- 2013: Trophy Wife (22 Folgen)
- 2014: Law & Order: Special Victims Unit (Folge 15x22)
- 2015: Happyish (zehn Folgen)
- 2015–2017: Brooklyn Nine-Nine (vier Folgen)
- 2017: Chicago Justice (eine Folge)
- 2018–2025: The Handmaid’s Tale – Der Report der Magd (The Handmaid’s Tale)
- 2019: Perfect Harmony (eine Staffel)
- 2021: What If…? (Folge 1x01, Stimme)
- 2024: The Madness (Miniserie, zwei Folgen)

## Auszeichnungen
- sechs Emmy-Nominierungen, davon dreimal ausgezeichnet
- drei Golden-Globe-Nominierungen
- eine Satellite-Award-Nominierung
- sechs SAG-Nominierungen, davon einmal ausgezeichnet
- eine WGA-Nominierung